# Alfabeto azerí
El alfabeto azerí de la República de Azerbaiyán es un alfabeto latino usado para escribir el idioma azerí. Este sustituyó versiones previas basadas en el alfabeto cirílico.
En Irán, el alfabeto árabe se usa para escribir el idioma azerí. Si bien ha habido algunos esfuerzos de normalización, la ortografía y el conjunto de letras a utilizar difiere ampliamente entre los escritores azeríes iraníes, con al menos dos ramas principales, la ortografía utilizada por Behzad Behzadi y la revista Azari, y la ortografía utilizada por la revista Varliq (ambos son publicados en revistas trimestrales en Teherán).
En Rusia, se usa aún el alfabeto cirílico.

## Historia y desarrollo
Desde el siglo XIX hubo intentos por parte de algunos intelectuales como Mirza Fatali Akhundov y Mammad agha Shahtakhtinski para reemplazar la escritura árabe y crear un alfabeto latino para el azerí. En 1922, un alfabeto latino fue creado por Yeni türk əlifba komitəsi (Nuevo Comité del Alfabeto Turco; Јени түрк əлифба комитəси) en Bakú. En 1929, el Alfabeto túrquico uniforme se introdujo para sustituir las variedades del alfabeto árabe en uso en el aquel momento. En 1939, porque Iósif Stalin deseó romper los lazos entre la República de Turquía y los pueblos túrquicos viviendo dentro de la Unión Soviética, decretó que sólo se utilizase el alfabeto cirílico. Cuando la Unión Soviética colapsó y Azerbaiyán obtuvo su independencia, una de las primeras leyes aprobadas en el nuevo Parlamento fue la adopción del nuevo alfabeto latino.
- Desde 1922 hasta 1939 (alfabeto antiguo definido utilizando el alfabeto latino):
Aa, Bʙ, Cc, Çç, Dd, Ee, Əə, Ff, Gg, Ƣƣ, Hh, Ii, Ьь, Jj, Kk, Qq, Ll, Mm, Nn, Oo, Ɵɵ, Pp, Rr, Ss, Şş, Tt, Uu, Vv, Xx, Yy, Zz, Ƶƶ
- Desde 1939 hasta 1958 (primera versión del alfabeto definido utilizando el alfabeto cirílico):
Аа, Бб, Вв, Гг, Ғғ, Дд, Ее, Әә, Жж, Зз, Ии, Йй, Кк, Ҝҝ, Лл, Мм, Нн, Оо, Өө, Пп, Рр, Сс, Тт, Уу, Үү, Фф, Хх, Һһ, Цц, Чч, Ҹҹ, Шш, Ыы, Ээ, Юю, Яя, ’ (apóstrofo)
- Desde 1958 hasta 1991 (versión simplificada del alfabeto definida utilizando el alfabeto cirílico y la letra Јј tomada del latino):
Аа, Бб, Вʙ, Гг, Ғғ, Дд, Ee, Әә, Жж, Зз, Ии, Ыы, Јј, Кк, Ҝҝ, Лл, Мм, Нн, Оо, Өө, Пп, Рр, Сс, Тт, Уу, Үү, Фф, Хх, Һһ, Чч, Ҹҹ, Шш, ’ (apóstrofo)
- Desde 1991 hasta 1992 (primera versión del alfabeto moderno definida utilizando el alfabeto latino):
Aa, Ää, Bb, Cc, Çç, Dd, Ee, Ff, Gg, Ğğ, Hh, Xx, Iı, İi, Jj, Kk, Qq, Ll, Mm, Nn, Oo, Öö, Pp, Rr, Ss, Şş, Tt, Uu, Üü, Vv, Yy, Zz
- Desde 1992 (versión actual del alfabeto moderno definida utilizando el alfabeto latino, reemplazando Ää por la histórica Əə para una mejor representación):
Aa, Bb, Cc, Çç, Dd, Ee, Əə, Ff, Gg, Ğğ, Hh, Xx, Iı, İi, Jj, Kk, Qq, Ll, Mm, Nn, Oo, Öö, Pp, Rr, Ss, Şş, Tt, Uu, Üü, Vv, Yy, Zz

El alfabeto azerí es el mismo que el alfabeto turco, excepto en Әə, Xx, y Qq, las letras para los sonidos que no existen como fonemas separados en turco. Cuando se compara con el histórico alfabeto latino: Ğğ ha reemplazado la histórica Ƣƣ (que estuvo representada en cirílico por la Ғғ con trazo); la Iı sin puntos (también utilizada en el turco) ha reemplazado el histórico signo suave; la İi con punto (también utilizada en el turco) ha reemplazado la histórica Ii con punto suave; Jj ha reemplazado la histórica Ƶƶ; Öö ha reemplazado la histórica Ɵɵ; Üü ha reemplazado la histórica Yy; y Yy ha reemplazado la histórica Jj.

### Schwa (Ә)
Cuando el nuevo alfabeto latino fue introducido el 25 de diciembre de 1991, Ä fue seleccionada para representar el sonido /æ/. Sin embargo, el 16 de mayo de 1992 fue sustituida por la histórica schwa (Ə ə). Aunque el uso de Ä ä (también usada en el alfabeto tártaro, alfabeto turcomano y alfabeto gagauz) parece ser una alternativa más simple como la schwa está ausente en la mayoría de los juegos de caracteres, particularmente codificación turca, fue reintroducido; la schwa había existido continuamente desde 1929 hasta 1991 para representar la vocal más frecuente del azerí, en ambos alfabetos post-árabes (latino y cirílico) de Azerbaiyán.

## Transliteración
Cada alfabeto árabe, latino y cirílico tiene una secuencia diferente de letras. La siguiente tabla está ordenada según el último alfabeto latino:
| Árabe      | Cirílico  | Cirílico  | Latino    | Latino    | Latino    | Latino | AFI           |
| –1922      | 1939–1958 | 1958–1991 | 1922–1933 | 1933–1939 | 1991–1992 | 1992–  | AFI           |
| ---------- | --------- | --------- | --------- | --------- | --------- | ------ | ------------- |
| ا          | А а       | А а       | A a       | A a       | A a       | A a    | [ɑ]           |
| ب          | Б б       | Б б       | B b       | B ʙ       | B b       | B b    | [b]           |
| ج          | Ҹ ҹ       | Ҹ ҹ       | C c       | Ç ç       | C c       | C c    | [dʒ]          |
| چ          | Ч ч       | Ч ч       | Ç ç       | C c       | Ç ç       | Ç ç    | [tʃ]          |
| د          | Д д       | Д д       | D d       | D d       | D d       | D d    | [d]           |
| ێ          | Е е       | Е е       | E e       | E e       | E e       | E e    | [e]           |
| ع          | Ә ә       | Ә ә       | Ə ə       | Ə ə       | Ä ä       | Ə ə    | [æ]           |
| ف          | Ф ф       | Ф ф       | F f       | F f       | F f       | F f    | [f]           |
| گ          | Ҝ ҝ       | Ҝ ҝ       | Ƣ ƣ       | G g       | G g       | G g    | [ɟ]           |
| غ          | Ғ ғ       | Ғ ғ       | G g       | Ƣ ƣ       | Ğ ğ       | Ğ ğ    | [ɣ]           |
| ح,‎ ه       | Һ һ       | Һ һ       | H h       | H h       | H h       | H h    | [h]           |
| خ          | Х х       | Х х       | X x       | X x       | X x       | X x    | [x]           |
| ی          | Ы ы       | Ы ы       | I̡ ı̡       | Ь ь       | I ı       | I ı    | [ɯ]           |
| ی          | И и       | И и       | I i       | I i       | İ i       | İ i    | [ɪ]           |
| ژ          | Ж ж       | Ж ж       | Ƶ ƶ       | Ƶ ƶ       | J j       | J j    | [ʒ]           |
| ک          | К к       | К к       | Q q       | K k       | K k       | K k    | [c], [ç], [k] |
| ق          | Г г       | Г г       | K k       | Q q       | Q q       | Q q    | [ɡ], [ɢ⁠]      |
| ل          | Л л       | Л л       | L l       | L l       | L l       | L l    | [l]           |
| م          | М м       | М м       | M m       | M m       | M m       | M m    | [m]           |
| ن          | Н н       | Н н       | N n       | N n       | N n       | N n    | [n]           |
| ۆ          | О о       | О о       | O o       | O o       | O o       | O o    | [ɔ]           |
| و          | Ө ө       | Ө ө       | Ɵ ɵ       | Ɵ ɵ       | Ö ö       | Ö ö    | [œ], [ø]      |
| پ          | П п       | П п       | P p       | P p       | P p       | P p    | [p]           |
| ر          | Р р       | Р р       | R r       | R r       | R r       | R r    | [r], [ɾ]      |
| ث,‎ س,‎ ص    | С с       | С с       | S s       | S s       | S s       | S s    | [s]           |
| ش          | Ш ш       | Ш ш       | З з       | Ş ş       | Ş ş       | Ş ş    | [ʃ]           |
| ت,‎ ط       | Т т       | Т т       | T t       | T t       | T t       | T t    | [t]           |
| و          | У у       | У у       | Y y       | U u       | U u       | U u    | [u]           |
| و          | Ү ү       | Ү ү       | U u       | Y y       | Ü ü       | Ü ü    | [y]           |
| ڤ,‎ ۋ       | В в       | В в       | V v       | V v       | V v       | V v    | [v], [ʋ]      |
| ی          | Й й       | Ј ј       | J j       | J j       | Y y       | Y y    | [j]           |
| یَ          | Я я       | ЈА jа     | ЈА ја     | ЈА ја     | YA ya     | YA ya  | [jɑ]          |
| یێ         | Е е1      | ЈЕ је     | ЈE јe     | ЈE јe     | YE ye     | YE ye  | [je]          |
| یع         | Э э1      | Е е       | E e       | E e       | E e       | E e    | [e]           |
| یۆ         | Йо йо     | ЈО јо     | ЈO јo     | ЈO јo     | YO yo     | YO yo  | [jɔ]          |
| یُ          | Ю ю       | ЈУ ју     | JY jy     | ЈU јu     | YU yu     | YU yu  | [ju]          |
| ذ,‎ ز,‎ ض,‎ ظ | З з       | З з       | Z z       | Z z       | Z z       | Z z    | [z]           |

1 - en el comienzo de una palabra y después de vocales
El alfabeto azerí árabe también contiene la letra ڭ. Originalmente ڭ representaba el sonido [ŋ], que luego se fusionó con [n]. Versiones iniciales del alfabeto azerí latino contenían la letra N̡n̡, que fue eliminada en 1938.
La letra Цц, destinado para el sonido [ts] en extranjerismos, fue utilizado en el cirílico azerí hasta 1951. En azerbaiyano, el sonido [ts] generalmente se convierte en [s].

### Pronunciación
- La letra A se denomina a y se representa en el AFI como /a/. Se pronuncia como la a de madre.
- La letra B se denomina be y se representa en el AFI como /b/. Se pronuncia como la b de tumba.
- La letra C se denomina ce y se representa en el AFI como /dʒ/. Se pronuncia como la j del inglés major, o la g del inglés gym.
- La letra Ç se denomina çe y se representa en el AFI como /tʃ/. Se pronuncia como la ch de chiste, pronunciación  consonante africada  postalveolar sorda.
- La letra D se denomina de y se representa en el AFI como /d/. Se pronuncia como la d de mando.
- La letra E se denomina e y se representa en el AFI como /e/. Se pronuncia como la e de ceder.
- La letra Ə se denomina ea y se representa en el AFI como /æ/. Se pronuncia como la a del inglés can.
- La letra F se denomina fe y se representa en el AFI como /f/. Se pronuncia como la f de faro.
- La letra G se denomina ge y se representa en el AFI como /ɟ/. Se pronuncia como la d del inglés do o day.
- La letra Ğ se denomina yumuşak ge y se representa en el AFI como /ɣ/. Se pronuncia como la g relajada de hogaza o mago.
- La letra H se denomina he y se representa en el AFI como /h/. Se pronuncia como la h aspirada del alemán Hund o del inglés house, o como la j de jirafa en algunos dialectos del español.
- La letra X se denomina xe y se representa en el AFI como /x/. Se pronuncia como la j o las combinaciones ge o gi en la pronunciación española peninsular; o como la ch del escocés loch.
- La letra I se denomina ı y se representa en el AFI como /ɯ/. Se pronuncia como la u en inglés de you.
- La letra İ se denomina i y se representa en el AFI como /i/. Se pronuncia como la i de sin.
- La letra J se denomina je y se representa en el AFI como /ʒ/. Se pronuncia como la j francesa de Jacques o como la s en inglés de measure.
- La letra K se denomina ke y se representa en el AFI como /k/ o /c/. Se pronuncia como la c de acabar o la k de kilo.
- La letra Q se denomina qe y se representa en el AFI como /g/. Se pronuncia como la g de mango, y no como en mago.
- La letra L se denomina le y se representa en el AFI como /l/ o /ɫ/. Se pronuncia como la l de lunar. Al final de sílaba (l seguida de consonante), se pronuncia como en el inglés wool.
- La letra M se denomina me y se representa en el AFI como /m/. Se pronuncia como la m de más.
- La letra N se denomina ne y se representa en el AFI como /n/. Se pronuncia como la n de reciente.
- La letra O se denomina o y se representa en el AFI como /o/. Se pronuncia como la o de donar.
- La letra Ö se denomina ö y se representa en el AFI como /œ/. Se pronuncia como el dígrafo eu en francés de deux o como la ö alemana en Möbel.
- La letra P se denomina pe y se representa en el AFI como /p/. Se pronuncia como la p de padre.
- La letra R se denomina re y se representa en el AFI como /ɾ/. Se pronuncia como la r de pero.
- La letra S se denomina se y se representa en el AFI como /s/. Se pronuncia como la s de sol.
- La letra Ş se denomina şe y se representa en el AFI como /ʃ/. Se pronuncia como el dígrafo inglés sh en shampoo.
- La letra T se denomina te y se representa en el AFI como /t/. Se pronuncia como la t de torre.
- La letra U se denomina u y se representa en el AFI como /u/. Se pronuncia como la u de unión.
- La letra Ü se denomina ü y se representa en el AFI como /y/. Se pronuncia como la ü en alemán de Über o como la u francesa en plus.
- La letra V se denomina ve y se representa en el AFI como /v/. Se pronuncia como la v del francés voiture o del inglés living. En español no se distingue b de la v,[2] pero se puede aproximar pronunciando la v de vida con valor labiodental.
- La letra Y se denomina ye y se representa en el AFI como /j/. Se pronuncia como la y de buey.
- La letra Z se denomina ze y se representa en el AFI como /z/. Se pronuncia como la z en inglés de zip, o como la s de mismo.